# Nowa Wieś Iławecka
Nowa Wieś Iławecka est un village polonais de la voïvodie de Varmie-Mazurie, dans le powiat de Bartoszyce.